# تپه و گورستان کوهالی
تپه و قبرستان کوهالی مربوط به دوره اشکانیان - دوره ساسانیان است و در شهرستان سرپل ذهاب، بخش مرکزی، دهستان بشیوه پاتاق، ۵۰۰ متری شمال غرب روستای کوهالی واقع شده و این اثر در تاریخ ۲۷ اسفند ۱۳۸۷ با شمارهٔ ثبت ۲۶۴۶۷ به‌عنوان یکی از آثار ملی ایران به ثبت رسیده است.